# ミッドナイトバタフライ
ミッドナイトバタフライ（ミッドナイトバタフライ）は、フジテレビジョン（フジテレビ）所属の本田朋子、平井理央の2人で構成される女性デュオである。
2009年結成。略称「ミッドナイト」「ミドバタ」など。着うた配信のみで、CDデビューはまだしていない。

## メンバー構成

### メンバー
- Tomo - 本田朋子（ほんだ ともこ、1983年8月16日 - 、B型、愛媛県松山市出身）
- Rio - 平井理央（ひらい りお、1982年11月15日 -、A型、東京都出身）

※メンバー詳細はそれぞれの記事を参照の事。

## 概要
フジテレビジョンで2008年10月から放送された深夜番組『アナ★バン!』のエンディングテーマ制作企画で結成されたEarly Morningに対抗して作られた妹分音楽ユニット。
グループ名の由来は、「夜に舞う蝶」（メンバーの2人の担当番組の『すぽると!』が夜の番組であることから）というグループのコンセプトから。

## 経歴
※日時は基本的にフジテレビでの『アナ★バン!』放送日となる(一部除く)。
- Early Morningが結成されて間もない頃[1] - ミッドナイトバタフライ結成
- 2009年（平成21年）7月17日 - メンバーの本田朋子のブログで勝手に「ミッドナイトバタフライ」が結成されたことが発覚![2]
- 2009年（平成21年）8月3日 - メンバーの平井理央がやる気に! スタッフにミッドナイトバタフライの二人と呼ばれた(^q^)[3]
- 2009年（平成21年）8月12日 - プロデューサーは三宅さんだと本田朋子のブログより発覚
- 2009年（平成21年）9月15日 - ミッドナイトバタフライの決めポーズ＼(゜ロ＼)(／ロ゜)／が完成☆
- 2009年（平成21年）9月24日 - 遂に公式デビューが決定[4]
- 2009年（平成21年）9月27日 - 『アナ★バン!』でEarly MorningとEDテーマ対決で念願の公式デビュー（着うた配信）を果たす。このとき大塚愛の『さくらんぼ』をカバー披露した。[5]

## エピソード
- アリモニの福井謙二元プロデューサーに「ミッドナイトクイーン」と間違われたらしい。[2]
- 本田朋子のブログでは三宅さんがプロデューサー[2]になっていたが、『アナ★バン!』では福井プロデューサーになっていた。